# 10 grade pe scara Richter
10 grade pe scara Richter (1996) (titlu original Richter 10) este un roman științifico-fantastic  de Arthur C. Clarke și Mike McQuay. A fost publicat prima dată de Gollancz .
Protagonistul romanului este Lewis Crane, care urăște cutremurele datorită unui cutremur major care i-a lovit casa la șapte ani și i-a ucis părinții. Titlul cărții este o referință la scara Richter, valoarea 10 a fost considerată (atunci când scara a fost concepută) ca fiind cea mai mare putere pe care un cutremur era posibil să o aibă vreodată.
Romanul se ocupă cu prezicerea cutremurelor cu luni sau ani în avans și, eventual, eradicarea acestora prin oprirea activității tectonice.

## Traduceri în limba română
- 10 grade pe scara Richter, Editura Image, Colecția Odiseea SF, 2000, traducere de Irina Catanchin

## Vezi și
- 1996 în literatură
- Lista cărților științifico-fantastice publicate în România după 1989